# Demografija Srbije
Prebivalstvo Srbije sestavljajo pretežno Srbi. Manjšine so Albanci (na Kosovu so velika večina), Madžari (predvsem v Vojvodini), Romi, Bosanci, Hrvati, Slovaki, Romuni, Bolgari in drugi. Vojvodina je bila del Avstro-Ogrske, preostala Srbija (vključno s Kosovom) pa je bila del Osmanskega cesarstva, zato je njihova narodna in verska sestava drugačna. Vojvodina je ena najbolj multinacionalnih regij v Evropi, v njej živi več kot 25 narodov.